# Ne Win
Pour les articles homonymes, voir Win.
Ne Win est un nom birman ; les principes des noms et prénoms ne s'appliquent pas ; U et Daw sont des titres de respect.
Bo Ne Win, né Shu Maung le 24 mai 1911 et mort le 5 décembre 2002, est un militaire et homme d'État birman qui fut l'« homme fort » de la Birmanie de 1962 à 1988 après avoir renversé U Nu, premier dirigeant du pays élu après l'indépendance.

## Biographie

### Date de naissance
La date de naissance de Ne Win n'est pas connue avec certitude. Le Who's Who in Burma publié en anglais en 1961 par la Maison de la Littérature populaire de Rangoon le fait naître le 24 mai 1911. Maung Maung, dans la version birmane de son livre La Birmanie et le général Ne Win (aussi publié en anglais), affirme qu'il est né le 14 mai. Pour sa part, Kyaw Nyein, dans un ouvrage en birman intitulé Les Trente Camarades, lui donne pour date de naissance le 10 juillet 1910.
Cette date est considérée comme la plus plausible. D'une part, Kyaw Nyein a eu accès à des documents historiques et a interrogé de nombreux survivants parmi les Trente Camarades pour écrire son livre au milieu des années 1990 (Ne Win était un des 30 Camarades secrètement entraînés par les Japonais à Hainan en 1941 pour combattre les Britanniques. Dans son livre, publié vers 1998, Kyaw Nyein dresse la liste des membres des 30 Camarades qu'il a interrogés, mais Ne Win n'en fait pas partie). D'autre part, à la mort de Ne Win le 5 décembre 2002, le faire-part de décès publié dans certains journaux en birman précisait qu'il avait 93 ans. Selon la coutume birmane, l'âge d'une personne est celui de son anniversaire à venir. Ne Win avait donc dû avoir 92 ans en 2002. La plupart des agences de presse occidentales, se fondant sur la date de 1911, publièrent cependant qu'il avait 91 ans au moment de son décès.

### Premières années
Ne Win est né Shu Maung dans une famille de la classe moyenne cultivée à Paungdale (en), une petite ville de basse-Birmanie située près de Prome. Bien qu'il ait officiellement déclaré être d'ascendance birmane, il a été suggéré qu'il pouvait avoir été sino-birman, avec des racines à Meixian[Laquelle ?].
Il passa deux ans à l'université de Rangoon à partir de 1929, étudiant la biologie dans l'espoir de devenir médecin. Cependant il quitta l'université et la ville en 1931 pour devenir membre de l'organisation nationaliste Dobama Asiayone (Association de nous les Birmans), ou Thakin, sous le nom de Thakin Shu Maung (Aung San et U Nu faisaient également partie du Thakin). En 1941, Ne Win, membre de la faction socialiste de l'organisation (ou faction Ba Sein-Tun Ok), fut un des trente jeunes gens choisis pour recevoir un entraînement militaire à l'étranger sous l'autorité d'Aung San. Ils furent formés par les Japonais et formèrent l'embryon de l'Armée pour l'indépendance birmane. Durant leur entraînement à Hainan, Shu Maung adopta le nom de guerre de Bo Ne Win (commandant Radieux Soleil). Au début de 1942, les Japonais envahirent la Birmanie. Le rôle de Ne Win dans la campagne était d'organiser la résistance derrière les lignes britanniques.
L'occupant japonais réussit à s'aliéner aussi bien les nationalistes birmans que la population dans son ensemble. Vers la fin de la campagne de Birmanie, le 27 mars 1945, l'Armée nationale birmane, qui avait succédé à l'Armée pour l'indépendance birmane, se retourna contre les Japonais, que les Britanniques étaient en bonne voie d'expulser du pays. Ne Win, un des commandants de l'Armée nationale birmane, établit rapidement des liens avec ceux-ci. En septembre 1945, il assista avec Aung San à la conférence de Kandy au Sri Lanka (où se trouvait le South East Asia Command depuis 1944).
Après la défaite japonaise, commandant du 4e fusilier birman, il prit en charge les opérations anti-communistes dans la région de Pyinmana après le soulèvement des communistes du « Drapeau rouge » (trotskistes) en octobre 1946 et celui du Parti communiste de Birmanie le 28 mars 1948.
Avant même son indépendance le 4 janvier 1948, la Birmanie était minée par les divisions politiques. Aung San fut assassiné avec six membres de son cabinet le 19 juillet 1947 (U Saw, rival politique et Premier ministre d'avant-guerre, fut exécuté pour ce crime). U Nu, chef du parti socialiste birman, remplaça Aung San à la tête de la Ligue anti-fasciste pour la liberté du peuple (AFPFL) et devint le premier Premier ministre du nouvel État.
L'indépendance fut suivie de révoltes au sein de l'armée et des groupes ethniques nationaux. Fin 1948, après un conflit entre militaires rivaux, Ne Win fut nommé second de la hiérarchie militaire et son rival Bo Zeya, un communiste ancien membre des Trente Camarades, entraîna une partie de l'armée dans la rébellion. Avec l'accord d'U Nu, Ne Win lança immédiatement une politique de création sous son autorité personnelle de bataillons d'une milice socialiste appelée « Sitwundan ».
Le 31 janvier 1949, au plus fort de la révolte des Karens, Ne Win fut nommé chef d'état-major des forces armées birmanes (Tatmadaw) en remplacement du général karen Smith Dun. Il restructura l'armée selon les lignes politiques du Parti socialiste birman, sans réussir à réunifier militairement le pays.
En 1958, la Ligue anti-fasciste de la liberté du peuple (AFPFL) au pouvoir se scinda en deux factions et le 8 juin le gouvernement dirigé par U Nu survécut de justesse à une motion de censure. Le 26 septembre 1958, U Nu demanda « spontanément » à Ne Win de prendre la tête du gouvernement birman.
Ne Win fut Premier ministre du gouvernement intérimaire à partir du 28 octobre 1958. Après qu'il eut rétabli l'ordre, des élections eurent lieu en février 1960. La faction de l'AFPFL dirigée par U Nu remporta une victoire éclatante et Ne Win lui remit le pouvoir le 4 avril 1960.

### Coup d’État militaire
Moins de deux ans plus tard, le 2 mars 1962, Ne Win renverse le gouvernement élu grâce à un coup d'État. Il prend la tête du Conseil révolutionnaire et se nomme Premier ministre. Le coup d'État lui-même se déroula sans effusion de sang (il semble qu'un fils de l'ancien président Sao Shwe Thaik en ait été la seule victime). Il fut suivi de divers mouvements de protestation, et en particulier d'émeutes à l'université de Rangoon, où l'armée fut envoyée le 7 juillet pour rétablir l'ordre. Bien qu'elle ait agi jusqu'alors avec une certaine retenue, son intervention se traduisit par la mort de 130 étudiants. Le bâtiment de l'Union des étudiants fut dynamité le lendemain.
Peu après, vers 20 h, Ne Win s'adressa à la nation dans un discours radiodiffusé de cinq minutes, qui se conclut par ces mots : « si ces désordres étaient destinés à nous contester, je dois déclarer que nous les combattrons œil pour œil, dent pour dent. »
Vingt-six ans plus tard, en 1988, Ne Win rejeta la responsabilité de l'ordre du dynamitage du bâtiment de l'Union des étudiants sur son second, le général de brigade Aung Gyi (tombé dans l'intervalle en disgrâce), et expliqua qu'en tant que « chef de la révolution » il avait dû lui-même en endosser la responsabilité dans son discours.
Moins d'une semaine plus tard, le 13 juillet, Ne Win partit pour l'Autriche, la Suisse et la Grande-Bretagne « pour un bilan de santé ». Toutes les universités furent fermées jusqu'en septembre 1964.

### La«voie birmane vers le socialisme»(1962-1988)

Drapeau du BSPP.

Ne Win met en place un système où se mêlent nationalisme, marxisme et bouddhisme, sous le nom de « Voie birmane vers le socialisme ». Il fonde le Parti du programme socialiste birman (BSPP), dont il restera le président du 4 juillet 1962 au 23 juillet 1988.
Un système d'hôpitaux et de cliniques d'État est mis en place, avec la nationalisation des établissements privés ; l'aide médicale devient gratuite. Un nouveau système d'éducation public est créé. Une campagne de suppression de l'analphabétisme est lancée en 1965.
Entre 1962 et 1965 sont édictées d'importantes lois contre les grands propriétaires terriens et les usuriers, destinées à protéger le droit des paysans à la propriété de leurs terres. Il est notamment interdit de louer des terres.
Le 2 mars 1974, Ne Win dissout le Conseil révolutionnaire et proclame la République socialiste de l'Union birmane, dont il est « élu » président le 4 mars. Le même jour, il abandonne le poste de Premier ministre (désormais privé de beaucoup de ses pouvoirs) au général de brigade Sein Win.
Le 9 novembre 1981, Ne Win quitta la présidence au profit du général San Yu. Il resta néanmoins chef du parti unique, conservant l'autorité politique suprême jusqu'à sa démission en 1988.

#### Politique économique
Les nationalisations et la politique d'autarcie du gouvernement entraînèrent un arrêt brutal du développement économique du pays. Le marché noir et la contrebande devinrent omniprésents, tandis que l'État glissait lentement vers la banqueroute. La politique d'autarcie impliquait aussi l'expulsion des étrangers et la restriction de leur durée de séjour à trois jours, puis, après 1972, à une semaine. L'oppression politique conduisit aussi l'exil de nombreux professionnels.
Ne Win prit également des initiatives audacieuses en matière monétaire : en 1963, il décréta la fin immédiate du cours légal des billets de 50 et 100 kyat. Cette manœuvre était destinée à mettre fin à l'inflation, à leur stockage par les trafiquants et au financement des rébellions. Bien que des compensations limitées fussent offertes, toutes les économies des populations disparurent en une nuit, et cela déclencha au moins une rébellion, celle des Padaungs.
En septembre 1987, Ne Win ordonna l'émission de coupures de 15, 35, 45, 75 et 90 kyats, en plus des billets de 5 et 10 kyats existants. Ces valeurs auraient été choisies sur recommandation d'un astrologue, qui aurait affirmé à Ne Win que le caractère bénéfique du chiffre 9 lui permettrait de vivre ainsi 90 ans. Ne Win était bien connu pour son penchant pour la numérologie et les rituels cabalistes yadaya, destinés à écarter le mauvais sort.
La même année, l'Organisation des Nations unies classa la Birmanie parmi les pays les moins avancés.

#### Remise en cause du régime
En dépit de l'oppression, des protestations sporadiques contre le gouvernement se succédèrent au fil des années. Les étudiants manifestèrent en 1965, décembre 1969 et décembre 1970. Ces mouvements se déroulèrent principalement sur les campus de Rangoon, Mandalay et Moulmein, et se conclurent souvent par la fermeture des universités.
En juin 1974, les travailleurs de plus de 100 usines se mirent en grève ; le gouvernement leur répondit le 6 juin en abattant une centaine d'ouvriers et d'étudiants à l'usine textile Thamaing et aux docks de Sinmalaik à Rangoon. Ne Win était alors en visite officielle en Australie et la responsabilité de ces événements n'est pas clairement établie. Le 5 décembre 1974, les funérailles de l'ancien secrétaire général des Nations unies U Thant se transformèrent en manifestation contre le régime : les étudiants s'emparèrent du cercueil exposé sur le champ de courses de Kyaikkasan et érigèrent un mausolée improvisé à l'emplacement de l'ancien bâtiment de l'Union des étudiants (détruit en 1962), pour protester contre le manque de funérailles nationales pour U Thant. L'armée attaqua le campus le 11 décembre, tua certains étudiants, récupéra le cercueil et l'enterra à la pagode Shwedagon, près de la tombe de Thakin Kodaw Hmaing.
Les étudiants des universités de Rangoon manifestèrent à nouveau en juin 1975, pour commémorer la grève de l'année précédente, ainsi qu'en 1976, en septembre 1987, et en mars et juin 1988. En août et septembre 1988, ces manifestations se transformèrent en soulèvement général contre le Parti birman du programme socialiste (BSPP), événement connu maintenant comme la « révolte des quatre 8 » (8/08/1988).

### Chute de Ne Win
Au plus fort des événements, le 23 juillet 1988, Ne Win démissionna de son poste de président du Parti birman du programme socialiste (BSPP). Dans son discours d'adieu, il émit de lourdes menaces contre les manifestants au cas où les « désordres » se poursuivraient : « l'armée devra être appelée et j'aimerais dire ici que si l'armée tire, elle n'a pas pour tradition de tirer en l'air. Elle tire pour tuer. » L'armée tira en effet, tuant et blessant peut-être 3 000 personnes ou davantage, du 8 au 12 août, et à nouveau le 18 septembre, prouvant que Ne Win ne faisait pas de menaces en l'air.
Le 18 septembre 1988, le coup d'État du général Saw Maung mit brutalement fin à tout espoir de démocratisation. On considère en général que Ne Win, bien qu'apparemment en retraite, en était l'organisateur.
Pendant les dix années qui suivirent, Ne Win continua à jouer un rôle en coulisses, exerçant une certaine influence sur le Conseil d'État pour la restauration de la loi et de l'ordre (SLORC) au pouvoir. Après 1998 et la transformation de cet organe en Conseil d'État pour la paix et le développement, cette influence commença à s'évaporer.
Le 4 mars 2002, la junte annonça la découverte d'un complot de son gendre Aye Zaw Win (époux de sa fille Sandar Win (en)) et plaça Ne Win en résidence surveillée à Rangoon avec sa fille. Son gendre et ses trois petits-fils furent condamnés à mort en septembre (on pense qu'ils sont encore détenus à Rangoon, à la prison d'Insein). Sandar Win a été libérée le 13 décembre 2008.

### Famille
Ne Win eut cinq épouses successives :
1. Tin Tin, qui lui donna un fils, Ngwe Soe.
2. Khin May Than (Katie Ba Than), fille du professeur Ba Than, ancien doyen de l'école de médecine de Rangoon. Ils eurent deux filles et un fils : Sandar Win (en), Kye Mon Win, et Phyo Wai Win. Khin May Than avait eu trois filles d'un premier mariage : Le Le Win et les jumelles Thida Win et Thawdar Win. Khin May Than fut l'épouse préférée de Ne Win et sa mort en 1972 fut un dur coup pour lui.
3. Ni Ni Myint, un professeur d'université, dont il divorça.
4. June Rose Bellamy (Yadana Natme), arrière-petite-fille du prince Ka Naung.
5. Ni Ni Myint, qu'il réépousa.

### Décès
Ne Win mourut le 5 décembre 2002, à 92 ans, dans la maison en bord de lac où il était toujours assigné à résidence. Ni le SPDC ni les médias n'annoncèrent le décès. La seule mention qui en fut faite fut une notice nécrologique (probablement payée par ses enfants) dans certains journaux. Ne Win n'eut droit qu'à des funérailles privées, auxquelles ses anciens collègues ou amis furent fortement dissuadés d'assister. Seules une trentaine de personnes étaient présentes, dont l'ancien général Aung Gyi et sa fille Sandar Win (en), temporairement relevée de son assignation à résidence pour la crémation. Elle dispersa plus tard les cendres de son père dans l'estuaire de Rangoon.